# バルドネ

バルドネの紋章

バルドネ（Bardonnex）はスイス連邦ジュネーヴ州の南部に位置する基礎自治体（コミューン）。
ジュネーヴ州のプラン＝レ＝ズゥアト、トロワネ、ペルリー・セルトゥのコミューン、フランスオート＝サヴォワ県のアルシャン、コロンジュ＝ス＝サレーヴ、サン＝ジュリアン＝アン＝ジュヌヴォワと接している。
高速道路の国境検問所・税関がこの地名を持っていたため、スイスでヴァカンスを過ごすドライバーの間では「ヴァカンスの始まり」の象徴として名前を知られている。

## データ
- 面積:5.04 km²
- 人口:2130人(2008年1月)